# Legământul (telenovelă)
Legământul (El Juramento) este o telenovelă mexicană produsă de RTI Columbia. 

## Cast
- Natalia Streignard .... Andrea Robles Conde de Landeros - main heroine  1970 9 septembrie
- Osvaldo Ríos .... Santiago de Landeros - main hero 1960 25 octombrie
- Dominika Paleta .... Alma Robles Conde de Robles Conde - cousin of Andrea, villain 1972 23 octombrie
- Susana Dosamantes .... Luisa Robles Conde - aunt of Andrea and Alma 1948 9 ianuarie
- Héctor Bonilla .... Teodoro Robles Conde - uncle of Andrea and Alma 1939 14 martie
- Pablo Azar .... Juan Pablo Robles Conde - in love with Andrea 1982 27 iulie
- Héctor Suárez Gomís .... - Esteban - lover of Alma 1968 6 decembrie
- Salvador Pineda .... Priest Salvador 1952 12 februarie
- Tina Romero .... Silvia 1949 14 august
- Harry Geithner .... Diego Platas - in love with Alma1967 9 martie
- Kenya Hijuelos .... Mirta 1974 28 august
- Maria Zaragoza .... Refugio 1982 16 septembrie
- Hugo Acosta .... Castillo
  - Carlos Torrestorija .... Demian Martain 1968 14 februarie

Esteban Soberanes 1968 15 martie 
Este o telenovela mexicana care a fost produsa in 2008. Totul incepe de la moartea lui Diego care sa sinucis din cauza unei femei. Santiago a jurat la mormintul fratelui sau ca se va razbuna.  A gasit un pandativ cu litera  A crezind ca ii apartine Andreei. Sa casatort cu ea doar ca sa se razbune...